# 1993年のラジオ (日本)
1993年のラジオ (日本)では、1993年の日本のラジオ番組、その他ラジオ界の動向について記す。

## 主な番組関連の出来事

### 3月
- 月末
  - ニッポン放送のナイターオフ限定番組『美女対談』（第1シーズン）が終了。1980年度から1992年度まで13シーズンの歴史に幕。
  - 同じく、ニッポン放送のナイターオフ限定番組『高田純次の男・夕焼けまわり道』が終了。1990年度から1992年度まで3シーズンの歴史に幕。
  - TBSラジオで1958年6月から放送されていた長寿ニュース番組『ニュースハイライト』が終了。34年10か月の歴史に幕。

### 10月
- 月始
  - ニッポン放送のナイターオフ限定番組『高田純次の男・夕焼けまわり道』に変わり、『前川くんと山本くんのとりあえず一杯』が開始（ - 1994年3月）。

## 主なその他ラジオ関連の出来事
- 3月29日 - ラジオ大阪(OBC)が、開局35周年を機に本社を大阪市港区弁天1丁目（弁天町駅西側）の「ORC（オーク）200」（現在のOSAKA BAY TOWER）に移転すると共に、AMステレオ放送を開始。

## 開局

### 民間放送局
- 8月1日 - エフエム・ノースウェーブ
- 9月1日 - エフエム九州（現：CROSS FM）
- 10月1日 - エフエム名古屋（現：ZIP-FM）

### コミュニティーFM局
- 7月20日 - エフエムもりぐち
- 11月27日 - エフエム豊橋
- 12月3日 - 逗子・葉山コミュニティ放送
- 12月23日 - FMりべーる

## 開始番組

### 1993年1月放送開始
朝日放送
- ウシミツリクエストABC

### 1993年4月放送開始
NHKラジオ第1放送
- 5日 - 四国おはようネットワーク
- 11日 - ラジオ公園通り

NHKラジオ第2放送
- 10日 - 社会福祉セミナー

NHK-FM放送
- 5日
  - 名曲プロムナード
  - クラシック・コレクション
- 11日 - 20世紀の名演奏

札幌テレビ放送
- 開始日不明 - 北海道歌謡大作戦

東京放送
- 5日 - ネットワークトゥデイ

文化放送
- 開始日不明
  - 斉藤一美のとんカツワイド
  - 高橋由美子のぶっちぎりサークル[1]

ニッポン放送
- 5日 - ピンクワンダーランドCoCo一番[1]
- 10日 - 浅草キッドの奇跡を呼ぶラジオ

朝日放送
- 5日 - 上沼恵美子のこころ晴天
- 開始日不明
  - ABCアシッド映画館
  - つるべがおかず

西日本放送
- 5日 - 情報てんこもりラジオでDON

熊本放送
- 開始日不明 - とんでるワイド 大田黒浩一のきょうも元気!

宮崎放送
- 5日 - 俺たちパープリン

エフエム北海道
- 開始日不明 - Heat Islands Story

エフエム東京
- 1日
  - エモーショナル・ビート
  - ミリオンナイツ
- 3日 - Kampo アーバン・ウィークエンド
- 4日 - 中村正人のKDD Sunday Network
  - 出光ゼアスステーション ヒッツインモーション

広島エフエム放送
- 1日 - 木もれ陽のアプローズ

エフエム山口
- 4日 - EARTH CONSCIOUS STREAM
- 開始日不明
  - COUNT DOWN ATTACK!!

エフエム富士
- 1日 - J-POP SQUARE

### 1993年5月放送開始
ニッポン放送
- 3日 - 早起き一番!山本元気がんばりま〜す!!
- 10日 - つかちゃんの今日も快調!ほがらか大放送

RKB毎日放送
- 3日 - もっとももんが

### 1993年6月放送開始
エフエム東京
- 6日 - 槇原敬之の HITACHI CLOSE TO YOU

### 1993年7月放送開始
東海ラジオ放送
- 開始日不明 - J・POP Magic

ラジオ関西
- 開始日不明 - 歌謡フラッシュ

エフエム京都
- 10日 - J-AC TOP40
- 11日 - OVERSEAS TOP40

### 1993年8月放送開始
エフエム・ノースウェーブ
- 1日 - SAPPORO HOT 100
- 開始日不明 - SOUND OF EARTH

### 1993年9月放送開始
エフエム九州
- 開始日不明
  - HYPER SUNDAY SUPER TELEPHONE REQUEST
  - POWER STATION
  - KYUDEN J-POP POWER COUNTDOWN
  - COUNTDOWN KYUSHU HOT 100

### 1993年10月放送開始
東京放送
- 4日
  - 林美雄アフタヌーン 〜オーレ!チンタラ歌謡族
  - 日本列島ほっと通信
  - シンデレラドリーム ミッドナイト☆パーティー
- 開始日不明
  - 竹村健一 パイプ片手に
  - 小川恵理子のハートフルパーティ
  - 高橋進の土曜夕刊TBS

文化放送
- 10日
  - 佐竹雅昭の覇王塾
  - ツインビーPARADISE
- 開始日不明
  - 高橋由美子サークル

ニッポン放送
- 6日 - 篠原美也子のオールナイトニッポン
- 10日 - 坂井真紀 いつだってひまわり!
- 開始日不明
  - 羽川英樹のトップスターベスト100

中部日本放送
- 4日 
  - つボイノリオの聞けば聞くほど
  - シー坊の平日天国
- 開始日不明 - ジッポーストーリー

毎日放送
- 9日 - おはよう川村龍一です MBSゴールデン・エイジ

大阪放送
- 17日 - 國府田マリ子のGM

エフエム北海道
- 4日 - GO・I・S

エフエム大阪
- 開始日不明 - 真璃子 Mora Mora[1]

エフエム埼玉
- 8日 - FUNKY FRIDAY

エフエム名古屋
- 3日 - ZIP HOT 100

### 1993年11月放送開始
ニッポン放送
- 15日 - 中居正広のオールナイトニッポン

### 開始日不明
北海道放送
- ラジプロ!

ニッポン放送
- 独占!!Jリーグエキスプレス

アール・エフ・ラジオ日本
- Jリーグ・ワールド

エフエム東京
- ICHIKOHロードナビゲーター

エフエム山口
- Sunday Sports 630

横浜エフエム放送
- FUTURESCAPE
- YOKOHAMA TOP 30
- HUMAN NETWORK TOKYO THE ESSENTIAL LOVE COLLECTION

## 終了番組

### 1993年3月放送終了
東京放送
- 終了日不明 - ニュースハイライト

ニッポン放送
- 美女対談（第1シーズン）
- 高田純次の男・夕焼けまわり道

### 1993年10月放送終了
中部日本放送
- 1日 - ラジオ朝市